# Wereld Parkinsondag

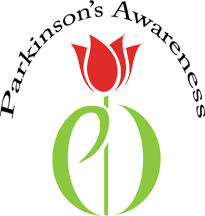
De rode tulp als symbool voor de ziekte van Parkinson.

Wereld Parkinsondag wordt jaarlijks op 11 april  gehouden. Deze datum is de verjaardag van de Engelse arts James Parkinson. Op deze dag wordt aandacht gevraagd voor de ziekte van Parkinson en voor parkinsonisme. Met bewustmakingscampagnes wordt het publiek hierop gewezen. Een rode tulp wordt als symbool van de ziekte gebruikt.
Het was de arts Parkinson (1755-1824) die de symptomen van deze ziekte als samenhangend geheel herkende en gedetailleerd beschreef in zijn publikatie An Essay on the Shaking Palsy (1817). Bij deze ziekte sterven bepaalde hersencellen langzaam af, waardoor onder andere motoriek en gedrag veranderen. Klachten ontwikkelen zich langzaam en progressief. De oorzaak van deze ziekte is anno 2021 nog steeds niet bekend.
Meer dan 5.000.000 mensen in de wereld – waarvan ruim 50.000 in Nederland – lijden aan de Ziekte van Parkinson of een parkinsonisme. Door de vergrijzing van de maatschappij zal dit de komende jaren snel toenemen Hoewel de ziekte doorgaans bij personen van 60 jaar of ouder voor komt, openbaart het ook steeds vaker op jongere leeftijd vanaf 30 jaar. Jonge mensen met de ziekte van Parkinson worden wereldwijd Yoppers genoemd (Young Onset Parkinson).
De Parkinson Vereniging Nederland stelt als aandachtspunten voor deze ziekte:
- Het herkennen en erkennen,
- geven van onafhankelijke en betrouwbare informatie,
- bieden van een platform waar kennis en ervaringen gedeeld kunnen worden,
- collectief belangen behartigen,
- wetenschappelijk onderzoek.

Omdat de ziekte vaak lastig is te diagnosticeren – en bovendien bij ieder individu anders kan zijn – wordt in Nederland door "Stichting ParkingsonFonds" geld bijeengebracht voor onderzoek. Dit fonds is door de belastingdienst ANBI erkend. 